# Laimosemion amanapira
Laimosemion amanapira es un pez de agua dulce la familia de los rivulines en el orden de los ciprinodontiformes.

## Distribución geográfica
Se encuentran en ríos de América del Sur, en la cuenca fluvial de la cabecera del río Negro, afluente del río Amazonas en Brasil.

## Hábitat
Viven en pequeños cursos de agua de clima tropical, de comportamiento bentopelágico y no migrador.